# Тропс, Айварс
А́йварс Тропс (латыш. Aivars Trops; род. 22 января 1963 года, Рига) — советский латвийский бобслеист.

## Биография
Воспитанник латвийского спортклуба «Даугава». Тренеры: Янис Ванушка, Алдис Путнс, Роланд Упатниекс. Чемпион Латвийской ССР по бобслею среди экипажей-двоек 1990 года.
Дебютировал на международных турнирах в 1986 году: на чемпионате Европы занял 20-е место среди экипажей-четвёрок, в 1987 году — 13-е место среди этих же экипажей. В 1989 году вылетел с трассы и не завершил дистанцию на чемпионате Европы среди четвёрок.
На чемпионате мира 1987 года занял 15-е место среди экипажей-четвёрок. В 1988 году на Олимпиаде в Калгари занял 9-е место с Зинтисом Экманисом среди экипажей-двоек.
Окончил Рижский политехнический институт в 1988 году (факультет механики), также окончил факультет экономики Латвийского университета (степень магистра). Был президентом клуба «Кейзармежс». Занимался бизнесом, будучи главой спорткомплекса «Кейзармежс» и его девелопером, однако 9 июня 2009 года был признан банкротом, поскольку его компания оказалась в серьёзной долговой яме. Объём долгов Тропса составил более 2 млн латов.